# Joaquín Anselmo María Albareda
Joaquín Anselmo María Albareda (ur. 16 lutego 1892 w Barcelonie, zm. 19 lipca 1966 tamże) – hiszpański duchowny katolicki, członek zakonu św. Benedykta, kardynał.

## Życiorys
W 1904 roku wstąpił do zakonu św. Benedykta i śluby zakonne złożył 4 listopada 1908 roku. Studiował we Fribourg. 7 lipca 1915 roku przyjął święcenia kapłańskie w Montserrat. W latach 1915–1921 członek wspólnoty zakonnej w Montserrat. Studia uzupełniające w latach 1921–1923. W latach 1923–1936 był archiwistą w klasztorze na Montserrat. 19 lipca 1936 roku został mianowany prefektem Biblioteki Watykańskiej. 5 maja 1950 został opatem tytularnym Santa Maria de Ripoll.
Na konsystorzu 19 marca 1962 roku Jan XXIII wyniósł go do godności kardynalskiej z tytułem diakona Sant’Apollinare alle Terme Neroniane-Alessandrine, a 5 kwietnia 1962 roku mianował go arcybiskupem tytularnym Gypsaria, i osobiście go konsekrował 19 kwietnia 1962 roku w bazylice św. Jana na Lateranie. Brał udział w obradach Soboru Watykańskiego II. Uczestniczył w konklawe w roku 1963.
Zmarł w Barcelonie i pochowano go w benedyktyńskim klasztorze na Montserrat.